# Ломоносово (Архангельская область)
Ломоно́сово (до середины XVIII века — деревни Денисовка и Мишанинская) — село в Холмогорском районе Архангельской области, на Курострове, на реке Северная Двина. Входит в состав сельского поселения «Холмогорское». Малая родина Михаила Ломоносова.

## Топоним
Прежнее название — Денисовка.
Современное название село получило в 1911 году, когда широко отмечалось 200 лет со дня рождения самого известного уроженца села — Михаила Васильевича Ломоносова.

## География

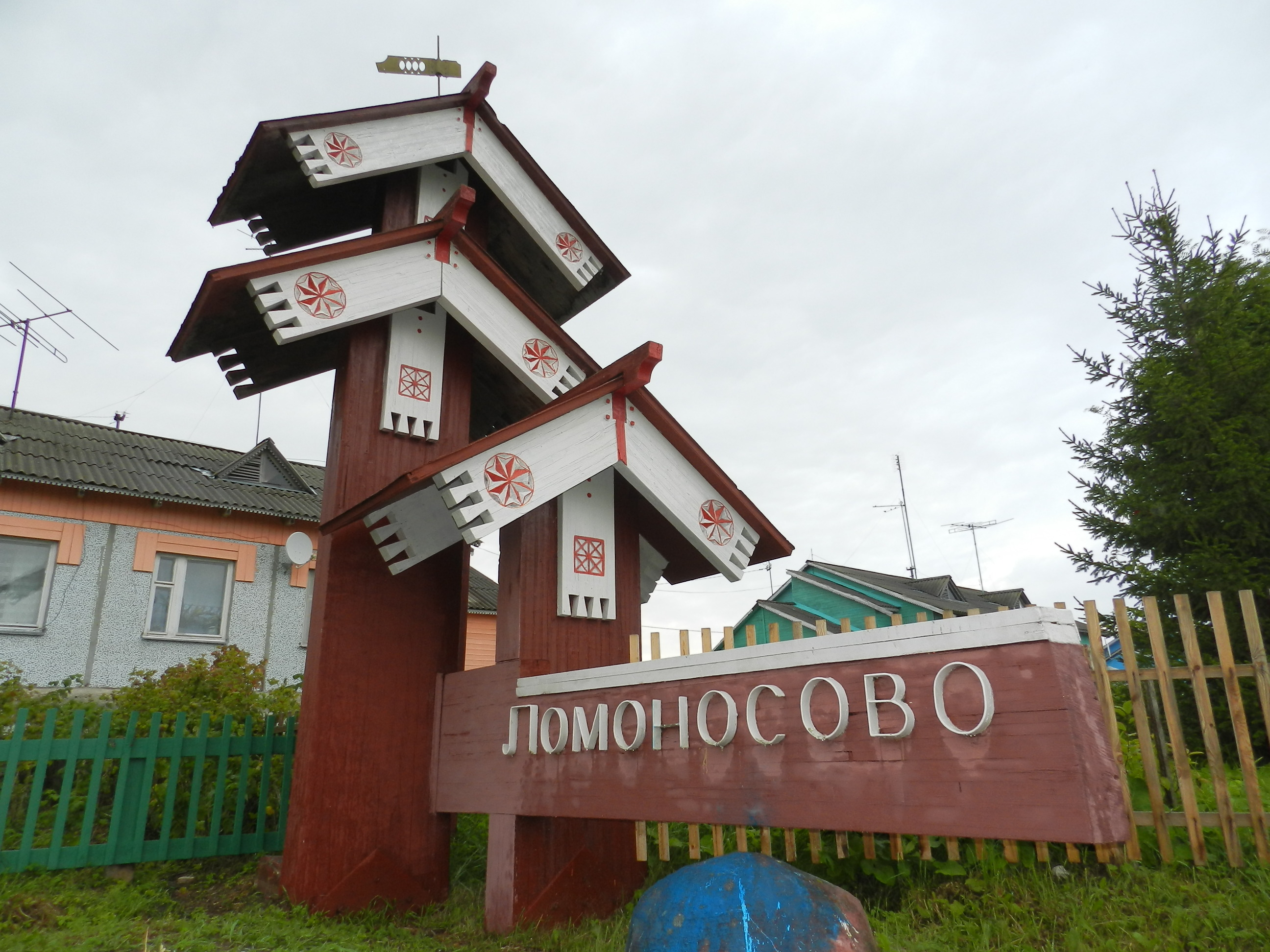
Знак на въезде в село

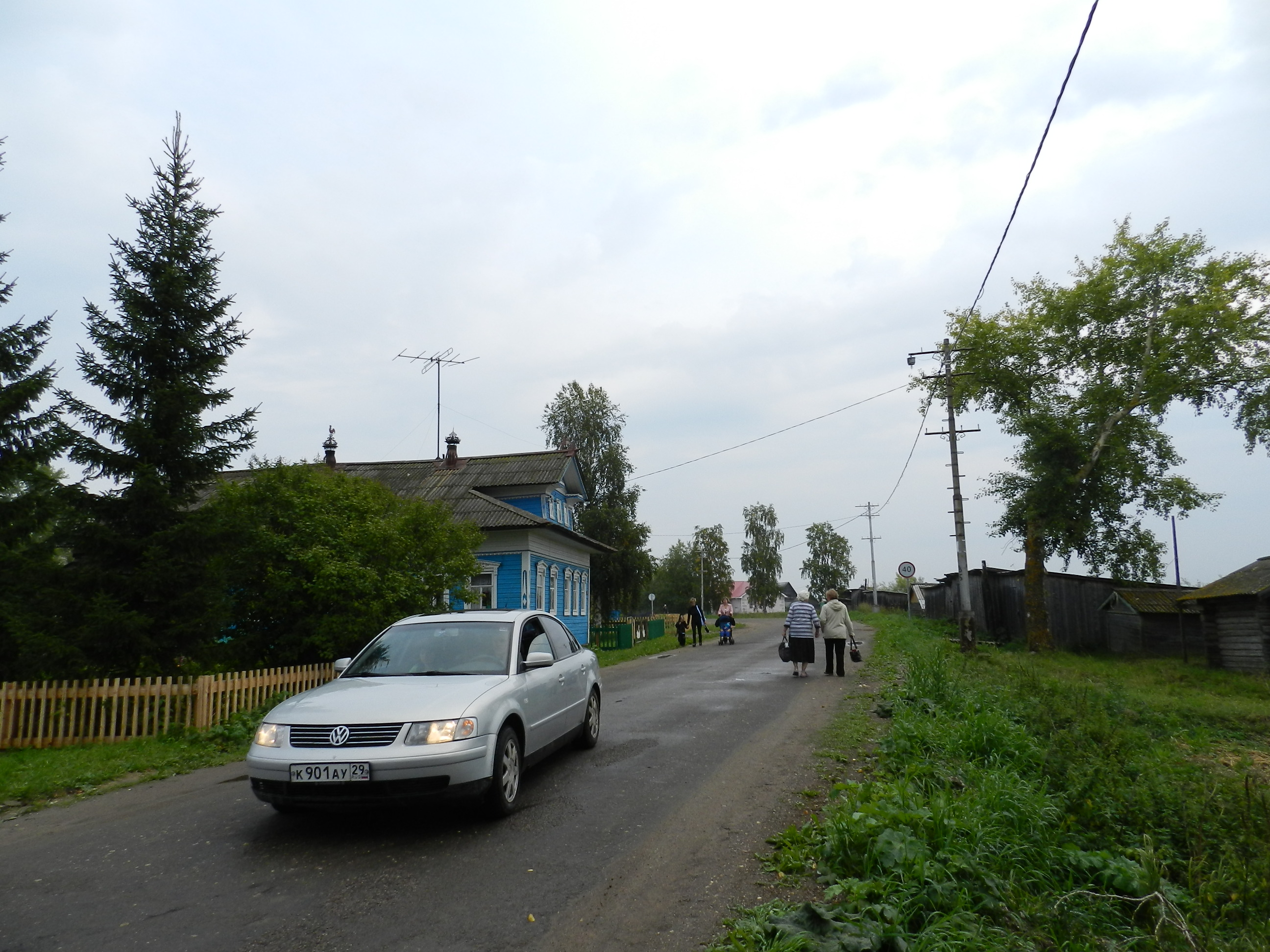
Центральная улица

Село Ломоносово расположено в 3 километрах восточнее Холмогор, на острове Куростров, омываемом водами Северной Двины (рукав Ровдогорка).
Фактически единый населённый пункт с деревнями Разлог (с востока),  Красное Село, Демушино (с запада).

## История
До середины XVIII века село состояло из двух деревень — Денисовки и Мишанинской, со временем присоединённой к самой Денисовке. Тогда же (в 1726—1765 годах) была построена каменная Дмитриевская церковь, и населённый пункт стал селом.
С 2006 года по 2014 год Ломоносово было административным центром Ломоносовского сельского поселения.

## Население
| 2002 | 2010 | 2012 |
| ---- | ---- | ---- |
| 252  | ↘163 | ↗214 |

По данным Всероссийской переписи населения 2010 года, население Ломоносова составляло 163 человека.

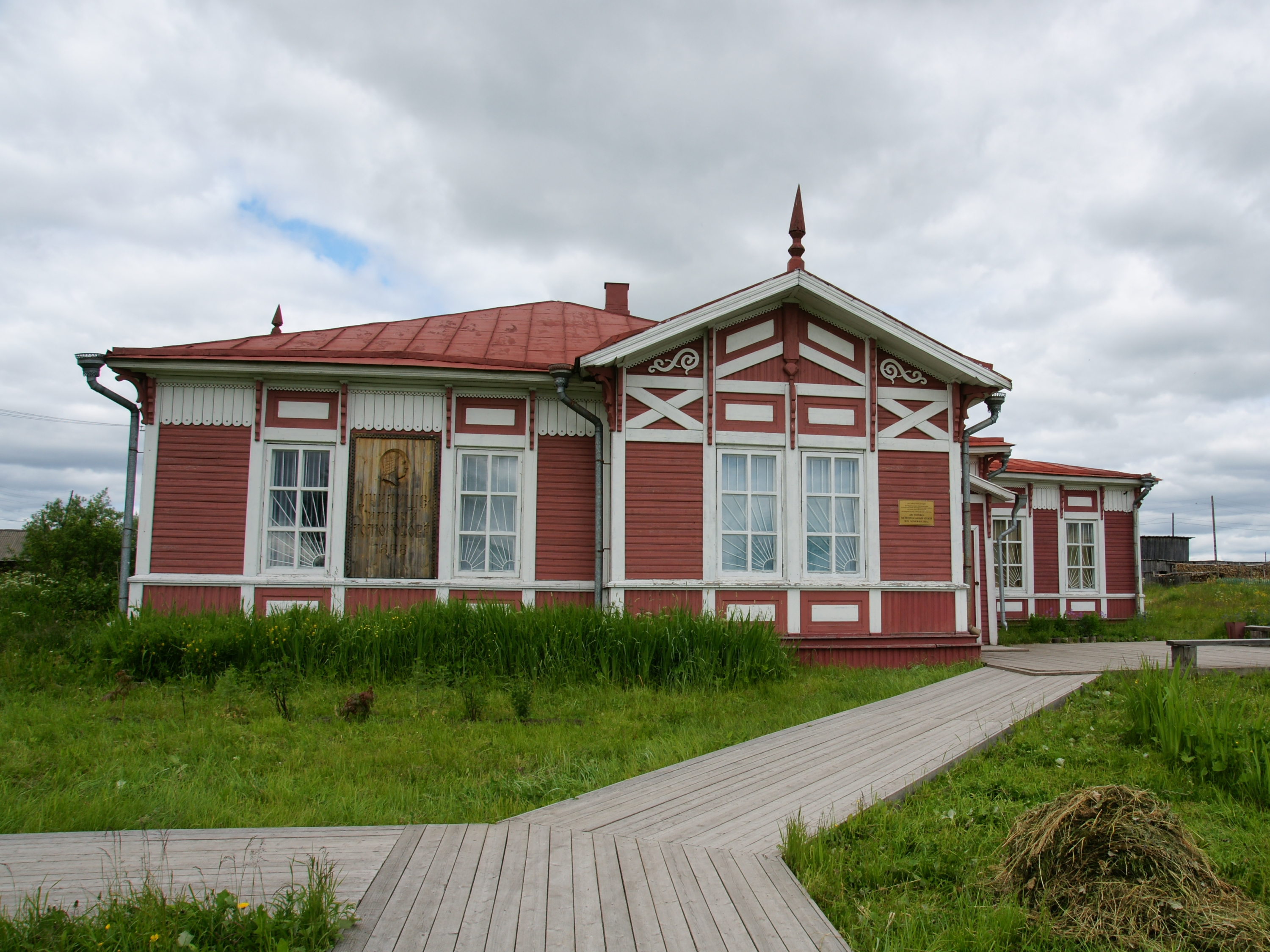
Историко-мемориальный музей М. В. Ломоносова

## Уроженцы, жители
Село наиболее известно тем, что в 1711 году здесь родился великий деятель эпохи Просвещения — Михаил Ломоносов.
Также уроженцами села являются скульптор Федот Иванович Шубин и физик Михаил Евсеевич Головин.

## Инфраструктура
В Ломоносове находится единственное в России Художественное училище резьбы по кости им. Н. Д. Буторина. В 1885 году при участии великого князя Владимира Александровича был открыт ремесленный класс при Ломоносовском сельском училище под руководством М. И. Перепёлкина. 11 сентября 1930 года на базе Холмогорского учебного пункта резьбы по кости была образована художественная школа резьбы по кости. В 1943 году была открыта постоянно работающая косторезная школа.

## Достопримечательности
- Историко-мемориальный музей М. В. Ломоносова (Основан 20 июня 1940 года; открыт 15 августа 1941 года).
- Памятник М. В. Ломоносову (Открыт 3 августа 1958 года; скульптор Козловский И. И., архитектор Поляков Л. М.)
- Каменная церковь Дмитрия Солунского (1726—1765)

## Транспорт
Между Холмогорами и Куростровом в период летней навигации действует паромная переправа.